# Котовник закавказский
Котовник закавказский (лат. Nepeta transcaucasica) — вид многолетних травянистых растений рода Котовник (Nepeta) семейства Яснотковые (Lamiaceae).

## Распространение и экология
Распространен на Кавказе. Успешно интродуцирован в Крыму и в Молдавии.
Растет на сухих каменистых и щебнистых склонах, на галечниках в среднем и субальпийском поясах гор.

## Ботаническое описание
Многолетнее растение.
Из корневища восходят многочисленные густоопушенные стебли высотой до 60 см.
Листья сердцевидно-яйцевидные, реже продолговато-яйцевидные до ланцетных.
Соцветие состоит из небольшого числа густых ложных мутовок, из которых 3—4 верхние тесно скучены на верхушке, а 1 —3 расставлены; чашечка войлочно-волосистая, зев косой; венчик фиолетово-синий, снаружи белопушистый, тонкая часть трубки высовывается из чашечки, нижняя губа вдвое длиннее верхней.
Плод — орешек, тёмно- или чёрно-коричневый, с тремя выдающимися ребрышками на спинке.
Цветёт в мае—августе. Плоды созревают с конца июня.

## Химический состав
В растении содержится 0,13—0,4 % эфирного масла. Содержание в эфирном масле спиртов составляет 60 %, эфиров — 22 %, альдегидов — 18 %. В эфирном масле улучшенной популяции котовника закавказского содержится 12—27 % цитраля, 60—68 цитронеллола и 12—20 % смеси гераниола и нерола.

## Значение и применение
В качестве пряности можно использовать листья и верхушки стеблей растения до и во время цветения. Аромат бывает либо лимонно-гераниевым, либо сладковато-пряным. В Армении котовник закавказский применяется для сдабривания ликеров и коньяков.
Эфирное масло используется в парфюмерии.

## Таксономия
Вид Котовник закавказский входит в род Котовник (Nepeta) подсемейство Котовниковые (Nepetoideae) семейства Яснотковые (Lamiaceae) порядка Ясноткоцветные (Lamiales).
|  |                                      |  |                                                             |                                                             |                      |  | ещё 21 семейство (согласно Системе APG II) | ещё 21 семейство (согласно Системе APG II) |                           |  |  |  | ещё 81 род          | ещё 81 род                |  |  |
|  |                                      |  |                                                             |                                                             |                      |  | ещё 21 семейство (согласно Системе APG II) | ещё 21 семейство (согласно Системе APG II) |                           |  |  |  | ещё 81 род          | ещё 81 род                |  |  |
|  |                                      |  |                                                             | порядок Ясноткоцветные                                      |                      |  |                                            |                                            | подсемейство Котовниковые |  |  |  |                     | вид Котовник закавказский |  |  |
|  |                                      |  |                                                             | порядок Ясноткоцветные                                      |                      |  |                                            |                                            | подсемейство Котовниковые |  |  |  |                     | вид Котовник закавказский |  |  |
|  | отдел Цветковые, или Покрытосеменные |  |                                                             |                                                             | семейство Яснотковые |  |                                            |                                            | род Котовник              |  |  |  |                     |                           |  |  |
|  | отдел Цветковые, или Покрытосеменные |  |                                                             |                                                             |                      |  |                                            |                                            |                           |  |  |  |                     |                           |  |  |
|  |                                      |  | ещё 44 порядка цветковых растений (согласно Системе APG II) | ещё 44 порядка цветковых растений (согласно Системе APG II) |                      |  |                                            | ещё 7 подсемейств                          | ещё 7 подсемейств         |  |  |  | ещё около 250 видов |                           |  |  |
|  |                                      |  |                                                             | ещё 44 порядка цветковых растений (согласно Системе APG II) |                      |  |                                            |                                            | ещё 7 подсемейств         |  |  |  |                     |                           |  |  |